# Эффект садовых дорожек
Предложение с эффектом садовой дорожки (англ. Garden-path sentence) — это грамматически верное предложение, начало которого построено таким образом, что первая очевидная интерпретация читателя оказывается неверной. Порядок слов предлагает читателю удобный выскакивающий вариант, который оказывается тупиковым или не имеет логики. Название эффекта происходит от английской фразы: «to be led down (или up) the garden path», что означает «идти по ложному следу; быть обманутым или соблазненным».
Такое предложение подводит читателя к кажущемуся знакомым смыслу, который на самом деле не является тем, который подразумевается. Это особый тип предложений, который на мгновение создает двусмысленную интерпретацию, поскольку содержит слово или фразу, которые могут быть истолкованы по-разному, заставляя читателя поверить, что фраза будет означать одно, тогда как на самом деле она означает нечто другое. При чтении предложение кажется неграмотным, почти бессмысленным и часто требует перечитывания, чтобы после тщательного разбора его значение было полностью понято. Хотя эти предложения грамматически верны, они синтаксически нестандартны (или некорректны), о чём свидетельствует необходимость их перечитывания и тщательного разбора. Предложения с изображением садовой дорожки обычно нежелательны в письменной форме, которая направлена на четкое изложение информации.

## Примеры

### Русский язык
Хомяк может съесть килограмм овса, а лошадь — нет
В этом примере из инсайтных задач первой выскакивающей интерпретацией предложения будет мысль «хомяк может съесть килограмм овса, а лошадь не может съесть килограмм овса», что теряет логику и звучит бессмысленно. Однако если в данном контексте рассматривать слово «лошадь», как имя существительное в винительном падеже, которое является дополнением, то получается корректный логический смысл: «хомяк может съесть килограмма овса, но хомяк не может съесть лошадь». Если правильный смысл по-прежнему сложно восстановить, попробуйте заменить слово «лошадь» на синонимичное слово мужского рода «конь»: получается предложение «хомяк может съесть килограмм овса, а коня — нет».
Я вижу, что ели»
В данной фразе слово «ели» можно проинтерпретировать, как существительное во множественном числе, обозначающее хвойное вечнозеленое дерево. Тогда смысл фразы будет «я вижу, что это ели». Однако есть и второй вариант интерпретации, если слово «ели» является глаголом множественного числа в прошедшем времени от неопределенной формы «есть», означающей «поедать, кушать что-то». С глаголом фраза будет означать «я вижу, что они (вы) уже поели»

### Английский язык
The old man the boat
Это распространенный пример, который был предметом психолингвистических исследований и использовался для проверки возможностей искусственного интеллекта. Сложность правильного разбора предложения связана с тем, что читатели склонны интерпретировать слово «старый» («old») как прилагательное. Читая определённый артикль «the», они ожидают, что за ним последует существительное или прилагательное, а когда они затем читают «старый» («old»), за которым следует слово «человек» («man»), они предполагают, что фраза «пожилой человек» («the old man») должна интерпретироваться по схеме «определенный артикль — прилагательное — существительное». Когда читатели снова встречают артикль «the», следующий за предполагаемым существительным «человек» («man») вместо ожидаемого глагола (как, например, в предложении «The old man washed the boat», в переводе означающем «старик вымыл лодку»), они получают предложение, переводимое на русский язык примерно как «старик лодка», что является несвязанным набором слов и на предложение не похоже, поэтому читатели вынуждены заново проанализировать предложение. Как и в случае с другими примерами, одно из объяснений первоначального непонимания читателем заключается в том, что последовательность слов или фраз, как правило, анализируется в терминах часто встречающейся схемы: в данном случае: «определенный артикль — прилагательное — существительное». Перефразированное и корректное по смыслу предложение можно было бы переписать как «Те, кто управляет лодкой, стары».

### Китайский язык
本食堂欢迎新老师生前来就餐
Это предложение может быть истолковано двояко:
- «Столовая приглашает новых и старых преподавателей и студентов пообедать здесь». Такая интерпретация была бы наиболее естественной в обычном контексте. Это означает, что столовая приглашает новых и старых преподавателей и студентов, что указывает на общее приглашение для всех.
- «Столовая приглашает новых учителей приходить сюда обедать, пока они живы». Такая интерпретация может показаться более неудобной и неестественной при обычном использовании. Фраза «生前» (shēng qián) обычно означает «при жизни» или «перед смертью». Хотя это толкование может быть грамматически правильным, оно привносит несколько странный и формальный оттенок, из-за чего создается впечатление, что в столовой принимают только живых учителей, что кажется слишком специфичным и странным для таких учителей. определённый контекст. Таким образом, более естественным и вероятным является первое значение, когда столовая просто передает приветственное послание как новым, так и старым преподавателям и студентам.

### Немецкий язык
Modern bei dieser Bilderausstellung werden vor allem die Rahmen, denn sie sind aus Holz und im feuchten Keller gelagert worden
В этом примере используются два значения немецкого слова modern: прилагательное, означающее по-английски «современный», и глагол, означающий «гнить».
Тема «выставки картин» в первом предложении позволяет интерпретировать modern как прилагательное, означающее «современный», вплоть до последних двух слов предложения:
- «Прежде всего, рамы для картин на этой выставке становятся современными, потому что они сделаны из дерева и хранились в сыром подвале».

Это вызывает диссонанс в конце предложения и вынуждает вернуться к правильному употреблению и смыслу (а также к другому произношению) первого слова предложения не как прилагательного, означающего «современный», а как глагола, означающего «заплесневевший».
- «Больше всего заплесневели рамы для картин на этой выставке, потому что они сделаны из дерева и хранились в сыром подвале».

Двусмысленность, однако, ощущается только в письменной форме, поскольку два употребления слова modern в предложении произносятся по-разному (в слове «заплесневелый» ударение ставится на первый слог, а в слове «современный» — на второй).

### Португальский язык
Mãe suspeita da morte do filho e foge
В этом примере используется двусмысленность между глаголом «заподозрила» (suspeita) и причастием «заподозрена» («suspeita»).
При первом разборе предложение может быть прочитано как «мать, [которая] заподозрена в смерти сына, убегает». В этом предложении слово suspeita служит причастнием для обозначения матери, которая убегает из-за этого. Однако при повторном разборе предложение читается следующим образом: «Мать подозревает о смерти сына и убегает». Теперь слово suspeita используется в качестве глагола и показывает, что мать подозревает, что её сын, возможно, мертв.

## Синтаксический анализ
При чтении предложения читатели анализируют слова и фразы, которые они видят, и делают выводы о грамматической структуре и значении предложения в процессе, называемом синтаксическим анализом. Как правило, читатели анализируют предложения по частям за раз и пытаются интерпретировать значение предложения в каждом интервале. По мере того как читатели получают больше информации, они делают предположение о содержании и значении всего предложения. С каждой новой частью предложения, с которой они сталкиваются, они будут пытаться придать этой части смысл с помощью структур предложений, которые они уже интерпретировали, и своих предположений относительно остальной части предложения. Эффект предложения «садовая дорожка» возникает, когда в предложении есть фраза или слово с неоднозначным значением, которое читатель интерпретирует определённым образом, и когда он читает предложение целиком, возникает разница между тем, что было прочитано, и тем, что ожидалось. Затем читатель должен ещё раз прочитать и оценить предложение, чтобы понять его смысл. Предложение может быть разобрано и интерпретировано по-разному из-за влияния прагматики, семантики или других факторов, описывающих экстралингвистический контекст.

## Стратегии синтаксического анализа
При разборе предложения могут использоваться различные стратегии, и существует много споров о том, какую стратегию разбора используют люди. Различия в стратегиях разбора можно увидеть на примере того, как читатель пытается разобрать часть предложения, которая неоднозначна по синтаксису или значению. По этой причине предложения о садовой дорожке часто изучаются как способ проверить, какую стратегию используют люди. Две обсуждаемые стратегии синтаксического анализа, которые, как считается, могут использовать люди, — это последовательный и параллельный синтаксический анализ.
Последовательный синтаксический анализ — это когда читатель дает одну интерпретацию двусмысленности и продолжает разбирать предложение в контексте этой интерпретации. Читатель будет продолжать использовать первоначальную интерпретацию в качестве ориентира для дальнейшего разбора, пока не будет предоставлена информация, устраняющая двусмысленность.
Параллельный синтаксический анализ — это когда читатель распознает и генерирует несколько интерпретаций предложения и сохраняет их до тех пор, пока не будет предоставлена информация, устраняющая неоднозначность, после чего сохраняется только правильная интерпретация.

## Пересмотр синтаксической конструкции в предложениях с эффектом садовой дорожки
Когда появляются двусмысленные существительные, они могут выступать как в качестве объекта первого предложения, так и в качестве подлежащего второго предложения. В этом случае предпочтительнее первое. Также было обнаружено, что повторный анализ предложения о садовой дорожке становится все более и более трудным с увеличением длины двусмысленной фразы.

## Стратегии восстановления смысла
В исследовательской работе, опубликованной Месегером, Каррейрасом и Клифтоном (2002), утверждается, что интенсивные движения глаз наблюдаются, когда люди приходят в себя после легкого переутомления на садовой дорожке. Они предложили людям использовать две стратегии, обе из которых соответствуют процессу выборочного повторного анализа, описанному Фрейзером и Рейнером в 1982 году. По их словам, читатели в основном используют две альтернативные стратегии, чтобы прийти в себя после мягких предложений о садовой дорожке.
- Наиболее распространенный вариант включает в себя перенос взгляда с первого предложения, устраняющего двусмысленность, непосредственно на главный глагол предложения. Затем читатели перечитывают оставшуюся часть предложения, переводя взгляд на следующую область и наречие (начало двусмысленной части предложения).
- Менее часто используемая стратегия включает в себя переход от первого определения к наречию.[9]

## Частичный повторный анализ
Частичный повторный анализ происходит, когда анализ не завершен. Часто, когда люди могут уловить хоть какой-то смысл в последующем предложении, они прекращают дальнейший анализ, чтобы предыдущая часть предложения все ещё оставалась в памяти и не была выброшена из неё.
Таким образом, первоначальное неверное толкование предложения сохраняется даже после проведения повторного анализа; следовательно, окончательные интерпретации участников часто оказываются неверными. Однако Так, в работе Робертса и Фелзера от 2011 года, в которой изучалось влияние достоверной информации на разрешение временных субъектно-объектных двусмысленностей (например, садовых дорожек) в английском языке. Их стимулы состояли из парных элементов, таких как в примерах ниже:
1. While the band played the song pleased all the customers.
2. While the band played the beer pleased all the customers

В версиях (1) ключевое существительное было вероятным прямым объектом для предшествующего глагола, а в версиях (2) — нет. Чтобы убедиться в том, что варианты (2) были сочтены менее правдоподобными, чем варианты (1), Робертс и Фелзер провели опросник для оценки степени правдоподобия, в котором подгруппа носителей английского языка оценивала правдоподобие таких предложений, как «группа исполнила песню» и «Группа, которая является носителем английского языка». Группа оценила пиво по шкале от 1 «очень правдоподобно» до 7 «очень неправдоподобно». Анализы подтвердили достоверную разницу между этими двумя условиями.

## Сложности в припоминании информации
В недавнем исследовании были задействованы взрослые, изучающие второй язык, или учащиеся уровня L2, для изучения трудностей при пересмотре первоначального синтаксического анализа предложений о садовой дорожке. При обработке предложений с изображением садовой дорожки читатель сначала разбирает предложение, но часто ему приходится пересматривать свой синтаксический анализ, поскольку он неверен. В отличие от взрослых, которые являются носителями языка, дети, как правило, испытывают трудности с повторением своего первого синтаксического анализа предложения. Эта трудность объясняется неразвитым исполнительным функционированием детей. Навыки исполнительного функционирования используются, когда необходимо отказаться от первоначального разбора предложения для повторного разбора, а слаборазвитое или поврежденное исполнительное функционирование ухудшает эту способность. По мере того, как ребёнок взрослеет и его исполнительное функционирование завершает свое развитие, он приобретает способность исправлять первоначальный неправильный разбор. Однако трудности с пересмотром присущи не только детям. Взрослые учащиеся уровня L2 также испытывают трудности с пересмотром, но эти трудности нельзя отнести на счет слаборазвитого исполнительного функционирования.
В исследовании, проведенном в 2015 году, взрослые учащиеся, изучающие язык L2, сравнивались со взрослыми носителями языка и детьми, говорящими на родном языке, в пересмотре и обработке предложений о садовых дорожках с использованием отыгрываемых ошибок и движения глаз. Взрослым, носителям английского языка, англоговорящим детям и взрослым, изучающим английский язык на уровне L2, были показаны предложения с описанием садовой дорожки или двусмысленные предложения с описанием садовой дорожки, в которых либо содержалась справочная информация, либо отсутствовала справочная информация, а затем их попросили воспроизвести это предложение. У взрослых, говорящих на языке L2, было меньше речевых ошибок, чем у детей-носителей языка, когда предложение «Садовая дорожка» сопровождалось справочной информацией, аналогично тому, как у взрослых, говорящих на языке L2, было меньше речевых ошибок, чем у взрослых, изучающих язык L2, и у детей, говорящих на языке native. Взрослые, говорящие на языке L2, и носители языка смогли использовать дискурсивную и справочную информацию, чтобы помочь им в обработке предложений о садовой дорожке. Эта способность может быть обусловлена развитой исполнительной функцией взрослых, позволяющей им использовать больше когнитивных ресурсов, дискурсивной и справочной информации, что помогает в анализе и пересмотре. Кроме того, использование дискурсивной и справочной информации может быть связано с L1-переносом, поскольку итальянский и английский языки имеют одинаковую структуру предложения. Однако, когда предложения с изображением садовой дорожки были разобраны и затем представлены, у взрослых, говорящих на языке L2, был самый высокий процент ошибок при воспроизведении, за которыми следовали дети, говорящие на родном языке, а затем взрослые, говорящие на родном языке. Результаты этого исследования показывают, что трудности при повторном разборе встречаются чаще, чем предполагалось первоначально, и не ограничиваются детьми или лицами с ослабленной исполнительной функцией. Взрослые, как носители языка, так и учащиеся, изучающие язык L2, используют дискурсивную и справочную информацию при разборе и обработке предложений. Но у взрослых, изучающих язык L2, и у детей, говорящих на родном языке, было одинаковое количество ошибок в предложениях о садовой дорожке без справочной информации, что указывает на систематический сбой в исправлении.